# Mikadotrochus salmianus
Mikadotrochus salmianus is een slakkensoort uit de familie van de Pleurotomariidae. De wetenschappelijke naam van de soort is voor het eerst geldig gepubliceerd in 1899 door Rolle.